# Sitiados
Os Sitiados foram uma banda portuguesa da década de 1990, sob a alçada de João Aguardela, conhecida por temas como Esta Vida de Marinheiro e Vamos ao Circo.

## História
Em 1987, José Resende (guitarra), João Aguardela (voz) e Mário Miranda (baixo), todos ex-Meteoros, juntavam-se ao baterista Fernando Fonseca para formar a banda Sitiados. Desde logo, procuraram efectuar uma fusão entre o rock e a música tradicional portuguesa, de forma semelhante ao trabalho de The Pogues, na Irlanda.
Participam no quinto concurso do Rock Rendez Vous onde se qualificam em 2.º lugar. Com esta classificação conseguem lugar na compilação "Registos", editada pela Dansa do Som com o tema "A Noite".
Sandra Baptista entra para o grupo para substituir o acordeonista Manuel Machado. Entram também Jorge Buco (bandolim) e o ex-Clandestinos João Marques que substitui Mário Miranda. José Resende passou também a colaborar apenas em estúdio e na composição.
Em 1992 editam o álbum de estreia, "Sitiados", que esteve para se chamar "A Última Valsa", pois pensavam que este seria o fim dos Sitiados. O tema "Vida de Marinheiro", dedicado a Necas, baterista dos Clandestinos, dá grande sucesso ao disco e este vende mais de 40 mil cópias.
Nova mexida na composição, desta vez com a entrada de João Marques (baixo), João Cabrita (saxofone), Jorge Quadros (bateria), Ani Fonseca (guitarra e voz) e Jorge Ribeiro (trombone).
A 26 de Junho de 1993 abrem a primeira edição do Portugal ao Vivo, no Estadio Jose de Alvalade, deixando ao rubro mais de 45 mil pessoas com a sua impressionante energia e total dedicação.
O segundo álbum, "E Agora?!" é editado em Setembro de 1993. É lançada também a compilação "Johnny Guitar" que inclui o tema "Marcha dos Electrodomésticos", uma versão de "A Minha Sogra É um Boi" dos Mata-Ratos.
Em 1994, a banda fez parte do projecto "Filhos da Madrugada" de homenagem a José Afonso, com a versão "A Formiga no Carreiro". A 30 de Junho é realizado um concerto no Estádio José Alvalade com a participação dos Sitiados e das restantes bandas presentes nesta compilação.[carece de fontes?]
Participam ainda nesse ano na compilação "As Canções de António", tributa a António Variações, com "O Corpo É Que Paga".
Em 1995 sai o disco "O Triunfo dos Electrodomésticos". Este inclui uma versão de "Lá Isso É" da autoria de Sérgio Godinho. No entanto este ficou muito aquém dos resultados obtidos em trabalhos anteriores, passando despercebido ao público.
No ano de 1996 é lançam o quarto disco que volta a se chamar "Sitiados". Este contém uma versão de "A Menina Yé Yé" do conjunto António Mafra. Participam ainda na compilação do programa "Xabarín" da Televisão Galega com "Aí Ven Ela".
Em 1999 participam no disco "XX Anos XX Bandas", tributo aos Xutos & Pontapés, com a canção "P'ra Ti Maria".
O ex-Censurados Samuel Palitos ingressa na composição do grupo. Nesta altura trocam ainda de editora, passando da BMG para a Sony, onde editam o disco "Mata-me Depois", em 1999.
No ano 2000 a banda deixa de dar espectáculos e desaparece da cena musical.
O nome do projecto advém de um tema da banda Mão Morta.
João Aguardela, líder da banda, faleceu com 39 anos em 18 de Janeiro de 2009 vítima de cancro.
Seis anos depois, a 25 de Janeiro de 2015, falece aos 48 anos Fernando Fonseca (baterista fundador) vítima de um linfoma.

## Hits
- A Noite
- Vida de Marinheiro
- A Cabana do pai Tomás
- Vida
- Outro parvo no meu lugar
- Vamos ao Circo
- E agora?
- Maria
- O Triúnfo dos Electrodomésticos
- Gênero: Rock

## Elementos
- João Aguardela (voz)
- José Resende (guitarra)
- Mário Miranda (baixo)
- Fernando Fonseca (bateria)
- Manuel Machado (Acordeão)
- Sandra Baptista (acordeão)
- Jorge Buco (bandolim)
- João Marques (baixo)
- Jorge Quadros (bateria)
- Nelson Lemos (baixo)
- Ani Fonseca (guitarra e voz)
- Jorge Ribeiro (trombone)
- João Cabrita (saxofone)
- João Marques (Trompete)
- Samuel Palitos (Bateria)

## Discografia
- Sitiados (1992)
- E Agora…?! (1993)
- Triunfo dos Electrodomésticos (1995)
- Sitiados (1996)
- Mata-me Depois (1999)

### Compilações
- Vida de Marinheiro - Colecção Caravela (Compilação, EMI, 1997)

## Participações
- Colectânea XX Anos XX Bandas, com o tema "P'ra Ti Maria"
- Colectânea Filhos da Madrugada, com o tema "A Formiga no Carreiro"
- Colectânea As Canções de António com o tema "O Corpo É Que Paga".
- Colectânea do programa da Televisão Galega "Xabarín" com o tema "Aí Ven Ela".
- Registos (1989) - A Noite
- Johnny Guitar (1993) - Marcha dos Electrodomésticos